# Schaatsen op de Olympische Winterspelen 2006 - 3000 meter vrouwen
De 3000 meter vrouwen op de Olympische Winterspelen 2006 werd op zondag 12 februari 2006 verreden in de Oval Lingotto in Turijn, Italië.

## Tijdschema
| Datum              | Lokale tijd | MET   |
| ------------------ | ----------- | ----- |
| zondag 12 februari | 16:30       | 16:30 |

## Records
| Titelhouder      | Claudia Pechstein | Duitsland |         |
| Wereldrecord     | Cindy Klassen     | Canada    | 3.55,75 |
| Olympisch record | Claudia Pechstein | Duitsland | 3.57,70 |

## Verslag
Buiten het gevecht om de medailles stond de 3000 meter ook in het teken van het verdienen van startbewijzen voor de 5000 meter. Op enkele reeds geplaatste schaatssters na volstond een plaats bij de eerste 16. Moniek Kleinsman was de eerste Nederlandse die in actie kwam en reed tegen de Japanse Eriko Ishino. Kleinsman kon de Japanse niet volgen en kwam al vroeg in de problemen en hoge rondetijden, waardoor een goede klassering lastig zou worden. Toen de Poolse Katarzyna Wójcicka sneller was dan Kleinsman bleek dat het moeilijk zou worden om zich bij de eerste 16 te scharen.
Toen in de tiende rit Ireen Wüst en Anna Rokita op het ijs verschenen, was duidelijk dat Rokita de beslissende factor zou zijn voor de 16e positie van Kleinsman. Rokita bleef echter binnen de tijd die Kleinsman erover deed en zou uiteindelijk op de felbegeerde 16e plaats eindigen. Dit had als gevolg dat Gretha Smit die zich voor de 5000 meter had gekwalificeerd niet zou mogen deelnemen aangezien Nederland het beoogde startbewijs niet behaald had.
In diezelfde rit imponeerde Ireen Wüst met een aanvallende rijstijl en de debutante snelde naar de eerste tijd tot op dat moment. Ze was zeven seconden sneller dan Wojcicka en eveneens sneller dan haar eigen baanrecord dat ze enkele weken daarvoor vanuit de B-groep had geschaatst. In de rit daarna bliezen de Duitsers Claudia Pechstein en Daniela Anschütz zichzelf op en konden niet aan de tijd van Wüst komen. Renate Groenewold en Cindy Klassen kwamen beiden dicht in de buurt, maar beten zich uiteindelijk toch stuk op de tijd.
Met nog twee ritten voor de boeg kwam Anni Friesinger in de baan. Ze nam het op tegen Kristina Groves. Groves redde het niet en ook Friesinger kon geen moment onder de tijd van Wüst duiken. Wel reed ze lange tijd op de zilveren plek, maar in de slotronde verloor ze ook de grip op die medaille en eindigde ze uiteindelijk als vierde. In de laatste rit kwamen Clara Hughes en Martina Sáblíková niet in de buurt en behaalde Nederland na het zilver van Sven Kramer opnieuw twee medailles.

## Statistieken

### Uitslag
| #      | Naam               | Land | Tijd    | Verschil |
| ------ | ------------------ | ---- | ------- | -------- |
| Goud   | Ireen Wüst         | NED  | 4.02,43 |          |
| Zilver | Renate Groenewold  | NED  | 4.03,48 | + 1,05   |
| Brons  | Cindy Klassen      | CAN  | 4.04,37 | + 1,94   |
| 4      | Anni Friesinger    | GER  | 4.04,59 | + 2,16   |
| 5      | Claudia Pechstein  | GER  | 4.05,54 | + 3,11   |
| 6      | Daniela Anschütz   | GER  | 4.06,89 | + 4,46   |
| 7      | Martina Sáblíková  | CZE  | 4.08,42 | + 5,99   |
| 8      | Kristina Groves    | CAN  | 4.09,03 | + 6,60   |
| 9      | Clara Hughes       | CAN  | 4.09,17 | + 6,74   |
| 10     | Katarzyna Wójcicka | POL  | 4.09,61 | + 7,18   |
| 11     | Catherine Raney    | USA  | 4.10,44 | + 8,01   |
| 12     | Wang Fei           | CHN  | 4.10,55 | + 8,12   |
| 13     | Eriko Ishino       | JPN  | 4.11,21 | + 8,78   |
| 14     | Maki Tabata        | JPN  | 4.12,38 | + 9,95   |
| 15     | Maren Haugli       | NOR  | 4.12,50 | + 10,07  |
| 16     | Anna Rokita        | AUT  | 4.12,87 | + 10,44  |
| 17     | Moniek Kleinsman   | NED  | 4.13,81 | + 11,38  |
| 18     | Svetlana Vysokova  | RUS  | 4.13,94 | + 11,51  |
| 19     | Noh Seon-Yeong     | KOR  | 4.15,68 | + 13,25  |
| 20     | Adelia Marra       | ITA  | 4.16,27 | + 13,84  |
| 20     | Eriko Seo          | JPN  | 4.16,27 | + 13,84  |
| 22     | Margaret Crowley   | USA  | 4.17,37 | + 14,94  |
| 23     | Annette Bjelkevik  | NOR  | 4.17,57 | + 15,14  |
| 24     | Valentina Jaksjina | RUS  | 4.19,43 | + 17,00  |
| 25     | Ji Jia             | CHN  | 4.21,06 | + 18,63  |
| 26     | Daniela Oltean     | ROU  | 4.23,34 | + 20,91  |
| 27     | Kristine Holzer    | USA  | 4.26,60 | + 24,17  |
| 28     | Natalija Rybakova  | KAZ  | 4.38,76 | + 36,33  |

### Loting
| Rit        | Baan   | Schaatser          | Tijd (rang)  |
| ---------- | ------ | ------------------ | ------------ |
| 1          | Binnen | Natalija Rybakova  | 4.38,76 (28) |
| 1          | Buiten | Valentina Jaksjina | 4.19,43 (24) |
| 2          | Binnen | Daniela Oltean     | 4.23,34 (26) |
| 2          | Buiten | Noh Seon-Yeong     | 4.15,68 (19) |
| 3          | Binnen | Eriko Ishino       | 4.11,21 (13) |
| 3          | Buiten | Moniek Kleinsman   | 1.13,81 (17) |
| 4          | Binnen | Adelia Marra       | 4.16,27 (20) |
| 4          | Buiten | Kristine Holzer    | 4.26,60 (27) |
| 5          | Binnen | Eriko Seo          | 4.16,27 (20) |
| 5          | Buiten | Ji Jia             | 4.21,06 (25) |
| 6          | Binnen | Katarzyna Wójcicka | 4.09,61 (10) |
| 6          | Buiten | Annette Bjelkevik  | 4.17,57 (23) |
| 7          | Binnen | Maki Tabata        | 4.12,38 (14) |
| 7          | Buiten | Svetlana Vysokova  | 4.13,94 (18) |
| Dweilpauze |        |                    |              |
| 8          | Binnen | Margaret Crowley   | 4.17,37 (22) |
| 8          | Buiten | Maren Haugli       | 4.12,50 (15) |
| 9          | Binnen | Catherine Raney    | 4.10,44 (11) |
| 9          | Buiten | Wang Fei           | 4.10,55 (12) |
| 10         | Binnen | Anna Rokita        | 4.12,87 (16) |
| 10         | Buiten | Ireen Wüst         | 4.02,43 (1)  |
| 11         | Binnen | Daniela Anschütz   | 4.06,89 (6)  |
| 11         | Buiten | Claudia Pechstein  | 4.05,54 (5)  |
| 12         | Binnen | Renate Groenewold  | 4.03,48 (2)  |
| 12         | Buiten | Cindy Klassen      | 4.04,37 (3)  |
| 13         | Binnen | Anni Friesinger    | 4.04,59 (4)  |
| 13         | Buiten | Kristina Groves    | 4.09,03 (8)  |
| 14         | Binnen | Clara Hughes       | 4.09,17 (9)  |
| 14         | Buiten | Martina Sáblíková  | 4.08,42 (7)  |

## IJs- en klimaatcondities
| Tijd             | 16:25    | 17:23    | 17:52    | 18:50    |
| Paar             | 1        | 7        | 8        | 14       |
| Luchttemperatuur | 16,4 °C  | 16,6 °C  | 17,1 °C  | 16,7 °C  |
| IJstemperatuur   | -8,1 °C  | -8,1 °C  | -8,0 °C  | -8,0 °C  |
| Luchtvochtigheid | 25%      | 26%      | 26%      | 26%      |
| Luchtdruk        | 1014 hPa | 1014 hPa | 1014 hPa | 1014 hPa |

1960 · 
1964 · 
1968 · 
1972 · 
1976 · 
1980 · 
1984 · 
1988 · 
1992 · 
1994 · 
1998 · 
2002 · 
2006 · 
2010 · 
2014 · 
2018 ·
2022